# Teano (figlia di Cisseo)
Teano (in greco Θεανώς Theanṑs, in latino Thĕăno, -ūs) è un personaggio femminile della mitologia greca. 

## Mitologia
Era figlia del re trace Cisseo  e di Telecleia: sposò in prime nozze il re dei Bebrici Amico, che la rese madre di Mimante,  nato nella stessa notte in cui Ecuba partorì Paride. 

Ebbe anche una figlia, di nome Crino.
Rimasta vedova divenne moglie di un altro troiano, Antenore, dal quale ebbe numerosi figli, tutti maschi.
Nella città di Troia era la sacerdotessa del culto di Atena.. 

Secondo Servio Mario Onorato, la donna fuggì con Enea in Italia, dove fondarono la città di Padova.